# スゴ得コンテンツ
スゴ得コンテンツ（すごとくコンテンツ）はNTTドコモが自社のスマートフォン・タブレット利用者向けに、複数のコンテンツおよびアプリを定額で提供するサービス。2013年5月16日より提供開始。

## 概要
スマートフォン初心者の方でも、スマートフォンを便利に快適に使うためのサービスとして開始された。単体月額399円（サービス開始時、消費税込み）でニュースや天気、ゲームや占い、地図、ナビゲーションといったの10ジャンルの約100種類のコンテンツを提供する、という。当初より「iコンシェル」「クラウド容量オプションプラス50GB」とのセット提供を想定しており、これら3サービスをセットにした「おすすめパック」の利用料は月額525円（サービス開始時、消費税込み）となっている。
対応するアプリ（Android 2.3以上必須）はすべて「○○forスゴ得」の名称が与えられた独自アプリとなっており、すべて課金手続きが不要で月額課金が必要なアプリと同名のサービスが提供される。
ただしその機能・サービス内容に関しては、単独で契約した場合の同名アプリ・サービスとは異なる場合がある。例えばdアニメストアに関しては単独契約の場合は過去放送分を含む2000作品以上のアニメが視聴可能であるのに対して、スゴ得コンテンツに含まれるdアニメストアで視聴できるのは数十程度の作品数にとどまり、また過去の配信回については視聴できない、画質はHD以上を選択できないなどかなりの制限がある。またdマガジンに関しても、単独契約の場合の同サービスでは基本的に「読み放題（実際は制限有り）」なのに対し、スゴ得コンテンツ内のサービスで読めるのは基本的に月に1冊（第一土曜日のみ読み放題）となり、サービス内容には非常に大きな違いがある。だがこれらサービス内容の違いについて消費者側で確認出来る記述などはdocomoのサイト内に存在しない（2018年5月29日現在・docomoに確認済み）。このため契約に際しては単独契約した場合の各アプリ・サービスとの内容の違いに注意が必要である。
アプリのダウンロードにはdメニューから専用サイトに接続する必要があり（要docomo ID）、ドコモのサイト以外（Google Playなど）からは入手できない。また、iOS版のアプリは用意されていない（App Store以外からのiOS向けアプリ提供が認められていないため）。
また、アプリだけではなく、有料サイトの閲覧権や、無料引換券等のクーポンの配布なども含まれている。
競合他社の類似するサービスとしては、2013年3月にサービス提供を開始したauスマートパスがあるが、掲載するアプリが多く、ユーザーにより多くの選択肢が与えられている「auスマートパス」に対し、「スゴ得コンテンツ」は数を厳選して基本的なアプリのナビゲートに重点を置いていると評されている。
2015年3月22日に利用者が500万件に達したと発表された。

## 対応端末
NTTドコモで提供されるほぼすべてのスマートフォン・タブレット端末（一部非対応あり）
- ただし「スゴ得コンテンツ」アプリはiPhone・iPad・Galaxy等の一部端末では使用できない（専用サイトからクーポン等を取得することは可能）[3]。

## 提供アプリ・コンテンツ
提供中のアプリ・コンテンツについてはコンテンツ一覧を参照のこと。
サービスイン当初のアプリ・コンテンツについては「スゴ得コンテンツ」提供コンテンツ一覧（予定） (PDF) （NTTドコモ報道発表資料2013年4月26日）を参照のこと。